# Jarilo

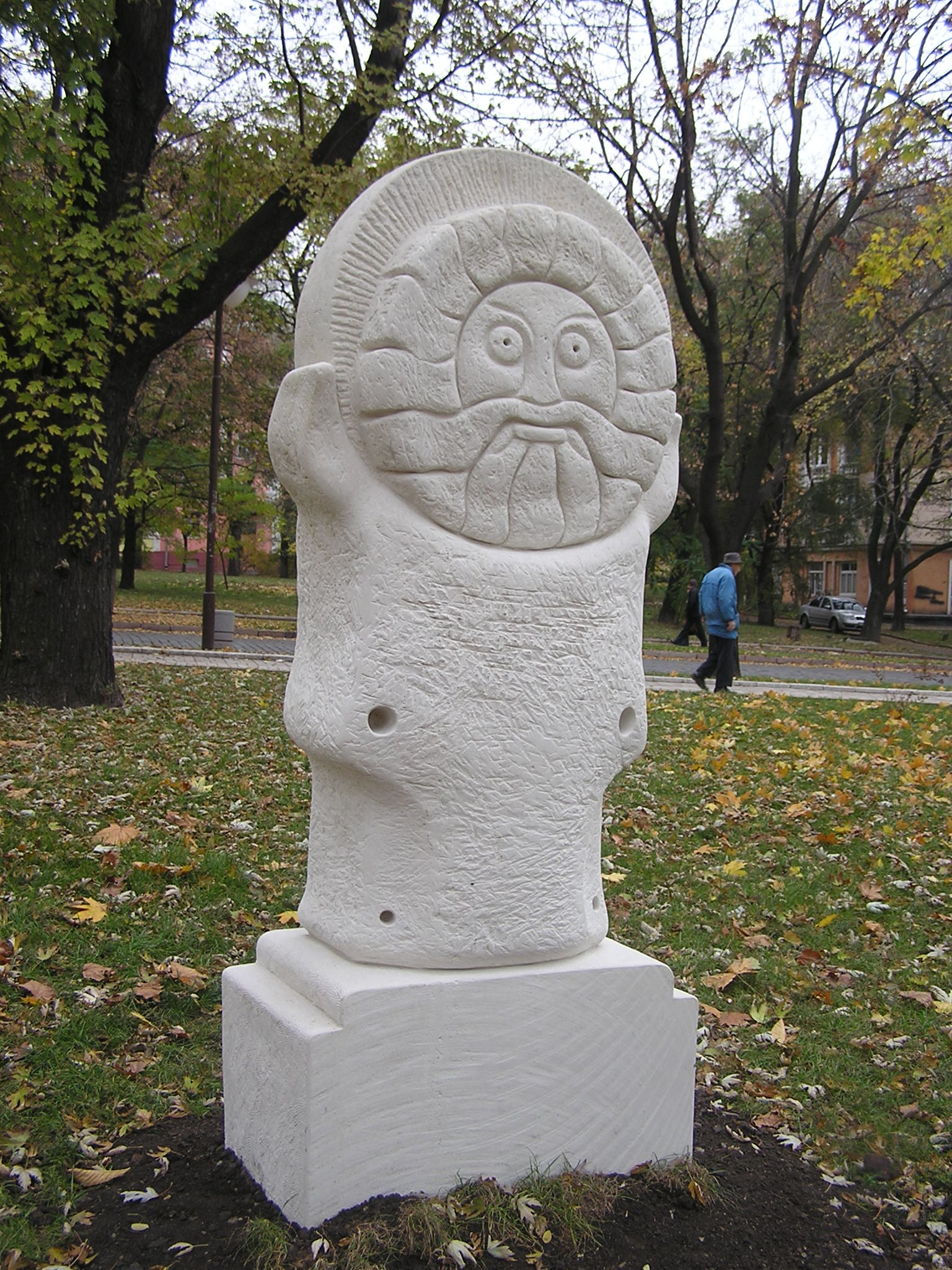
Voorstelling van Jarilo

Jarilo of Jarovit is in de Slavische mythologie de god van het voorjaar en vruchtbaarheid. Hij wordt voorgesteld als een jonge knaap die op een wit paard rijdt doorheen het land. Hij houdt in de ene hand een bos rogge en in de andere een mensenhoofd. Volgens het geloof wordt de bodem waarover Jarilo rijdt gezegend met vruchtbaarheid.
Jarilo is de zoon van Peroen en Mokosj, en de tweelingbroer van Marena. Hij werd meteen na zijn geboorte ontvoerd door de god Veles, die hem naar de onderwereld bracht en hem daar opvoedde. 
Zijn naam is afkomstig van de Oerslavische stam *jarъ, die oorspronkelijk kwam van de Proto-Indo-Europese stam *yeh₁r, die voorjaar, kracht en jeugdige fut betekent. Het Nederlandse woord "jaar" is ook afkomstig van diezelfde stam.
Een Wit-Russische tekst uit de 18e eeuw vertelt over een oud voorjaarsritueel waarbij een vrouw op een wit paard rond een houten paal cirkelt terwijl een menigte van vrouwen liederen zong. De vrouw op het paard zou de personificatie zijn van Jarilo. In een van de liederen wordt er over hem gezongen:
| "Валачывся Ярыло       |  | "Jarilo doolt                          |
| Па усему свету,        |  | Door menige oord,                      |
| Полю жито радзив,      |  | Rogge van het veld door hem gebaard,   |
| Людзям дзеци пладзив.  |  | En kinderen van de mens voortgebracht. |
| А гдзе ж он нагою,     |  | Waar hij ook gaat,                     |
| Там жито капою,        |  | Veel rogge ontstaat,                   |
| А гдзе же он ни зырне, |  | Waar er een graan ligt,                |
| Там колас зацвице…"    |  | Ontplooit er een aar zich…"            |

Na de kerstening van de Slavische volkeren werd Jarilo geïdentificeerd met Sint-Joris, want hun feestdagen vielen tijdens dezelfde periode en Sint-Joris werd ook vaak voorgesteld op een wit paard.